# The Unique Thelonious Monk
The Unique Thelonious Monk è un album in studio del pianista e compositore statunitense Thelonious Monk, pubblicato nel 1956.

## Tracce
Side 1
1. Liza (All the Clouds'll Roll Away) (George Gershwin, Ira Gershwin, Gus Kahn) – 3:11
2. Memories of You (Eubie Blake, Andy Razaf) – 4:15
3. Honeysuckle Rose (Fats Waller, Andy Razaf) – 5:32
4. Darn That Dream (Eddie DeLange, James Van Heusen) – 6:30

Side 2
1. Tea for Two (Vincent Youmans, Irving Caesar) – 5:52
2. You Are Too Beautiful (Richard Rodgers, Lorenz Hart) – 4:53
3. Just You, Just Me (Jesse Greer, Raymond Klages) – 7:59

## Formazione
- Thelonious Monk – piano
- Art Blakey – batteria
- Oscar Pettiford – basso